# Jaroslav Galko
Jaroslav Galko (* 7. ledna 1961) je bývalý slovenský fotbalista, záložník. Po skončení aktivní kariéry působí jako trenér.

## Fotbalová kariéra
V československé lize hrál za Tatran Prešov. Nastoupil v 30 ligových utkáních a dal 2 góly. Ve druhé nejvyšší soutěži hrál i za Chemlon Humenné.

## Ligová bilance
| Ročník                                      | Zápasy | Góly | Klub            |
| ------------------------------------------- | ------ | ---- | --------------- |
| 1. slovenská národní fotbalová liga 1984/85 | 28     | 5    | Chemlon Humenné |
| 1. slovenská národní fotbalová liga 1985/86 | 30     | 11   | Chemlon Humenné |
| 1. československá fotbalová liga 1986/87    | 11     | 0    | Tatran Prešov   |
| 1. československá fotbalová liga 1987/88    | 19     | 2    | Tatran Prešov   |
| 1. slovenská národní fotbalová liga 1988/89 | 9      | 2    | Tatran Prešov   |
| CELKEM                                      | 30     | 2    |                 |